# Joe Quigg
Joe Quigg (New York, 1937) è un ex cestista e allenatore di pallacanestro statunitense.

## Carriera
Quigg vinse il Campionato NCAA 1957 con i Tar Heels di North Carolina. In finale realizzò 10 punti  compresi i due tiri liberi decisivi a 6 secondi dallo scadere del terzo tempo supplementare.
Prima dell'inizio del suo ultimo anno di college si infortunò al ginocchio; saltò l'intera stagione, ma fu selezionato dai New York Knicks come 12ª scelta al Draft NBA 1958. Tuttavia Quigg decise di non continuare, e per una stagione fu assistente allenatore non retribuito di Frank McGuire e Dean Smith a North Carolina.
Dopo il ritiro si specializzò in odontoiatria; fu dentista dal 1966 al 2000 a Fayetteville (Carolina del Nord).

## Palmarès
- Campione NCAA: 1957